# The Rage: Carrie 2
The Rage: Carrie 2 is een Amerikaanse horrorfilm uit 1999 onder regie van Katt Shea. Het is een vervolg op de op Stephen Kings gelijknamige boek gebaseerde film Carrie van Brian De Palma uit 1976. In dit vervolg keert Sue Snell, als enige overlevende uit de eerste film, terug. 
Actrice Emily Bergl werd voor haar hoofdrol genomineerd voor een Saturn Award.

## Verhaal
Rachel Lang werd, toen ze een peuter was, weggehaald bij haar godsdienstwaanzinnige moeder Barbara. Deze werd daarop opgenomen in het gesticht Arkham, terwijl Lang opgroeide in een pleeggezin. Hier voelt ze zich niet erg thuis, evenmin als op haar school. Daar is Lisa Parker haar enige, maar wel hartsvriendin. Hun vriendschap zit zo diep dat ze allebei dezelfde tatoeage met een hart op hun bovenarm dragen.
Op een morgen vertelt een stralende Parker dat ze ontmaagd en dolverliefd is. Ze wil alleen niet vertellen door en op wie tot ná de schooldag. Deze eindigt anders dan gedacht, wanneer een verdwaasd ogende Parker het dak oploopt en haar dood tegemoet springt. Lang komt er via Parkers dagboek achter dat die zonder het te weten, betrokken was bij een spel van de jongens van het Americanfootballteam. Zij houden een wedstrijd waarin ze punten verzamelen door met zo veel mogelijk meisjes naar bed te gaan. Terwijl Lisa straalverliefd was op Eric Stark, heeft deze haar gebruikt om punten te scoren en haar daarna laten vallen.
Decaan Sue Snell heeft een vermoeden over wat er speelt en drukt Lang op het hart goed op zichzelf te passen. Zij herkent tekenen in het meisje die haar doen denken aan het bloedbad waarbij twintig jaar geleden al haar klasgenoten omkwamen. Snells vermoedens blijken gegrond wanneer ze Langs moeder opzoekt in het gesticht en haar de naam van Langs echte vader ontlokt. Dit was Ralph White, tevens de vader van Carrie White, wat de twee halfzussen maakt.
Ondertussen krijgt footballspeler Jesse Ryan oprechte gevoelens voor Lang, wat hem op hoongelach van zijn teamgenoten komt te staan. Hij trekt zich daar weinig van aan en weet Lang voor zich te winnen. Hij toont geduld als zij nog niet klaar lijkt om met hem te slapen, wat uiteindelijk wel gebeurt wanneer Lang overtuigd is van zijn oprechtheid.
De populaire Tracy Campbell wil Ryan voor zichzelf en is totaal niet blij met zijn affectie voor Lang. Zij bedenkt samen met haar vriendin Monica Jones, Stark en diens ploeggenoot Mark Bing een plan om haar te vernederen. Lang wordt direct na een footballwedstrijd van de schoolploeg door Jones meegenomen naar een feest, waar alle populaire jongeren en ook Ryan naartoe zal komen. Hier aangekomen, blijkt haar vrijpartij met Ryan opgenomen met een videocamera en wordt deze op een groot scherm vertoond aan alle aanwezigen. Bovendien maakt Bing haar wijs dat Ryan alleen met haar geslapen heeft in verband met hun wedstrijd. Hierop springen de stoppen bij Lang, waarop zij net als haar halfzus destijds met haar telekinetische gave het bloedbad van twintig jaar geleden doet herleven.

## Rolverdeling
| Acteur            | Personage      |
| ----------------- | -------------- |
| Emily Bergl       | Rachel Lang    |
| J. Smith-Cameron  | Barbara        |
| Jason London      | Jesse Ryan     |
| Mena Suvari       | Lisa Parker    |
| Amy Irving        | Sue Snell      |
| Zachery Ty Bryan  | Eric Stark     |
| Rachel Blanchard  | Monica Jones   |
| Sissy Spacek      | Carrie White   |
| Charlotte Ayanna  | Tracy Campbell |
| Dylan Bruno       | Mark Bing      |
| John Doe          | Boyd           |
| Gordon Clapp      | Mr. Stark      |
| Justin Urich      | Brad Winters   |
| Eli Craig         | Chuck          |
| Eddie Kaye Thomas | Arnie          |
| Clint Jordan      | Sheriff Kelton |
| Steven Ford       | Coach Walsh    |
| Kate Skinner      | Emilyn         |

## Trivia
- Verschillende acteurs uit de eerste Carrie zijn in flashbacks te zien in het tweede deel, maar behalve actrice Irving nam geen van hen nieuwe beelden op voor het vervolg.
- Bijrolspelers Suvari en Kaye Thomas speelden ook samen in het eveneens in 1999 verschenen American Pie.